# 圣尼各老堂 (比萨)

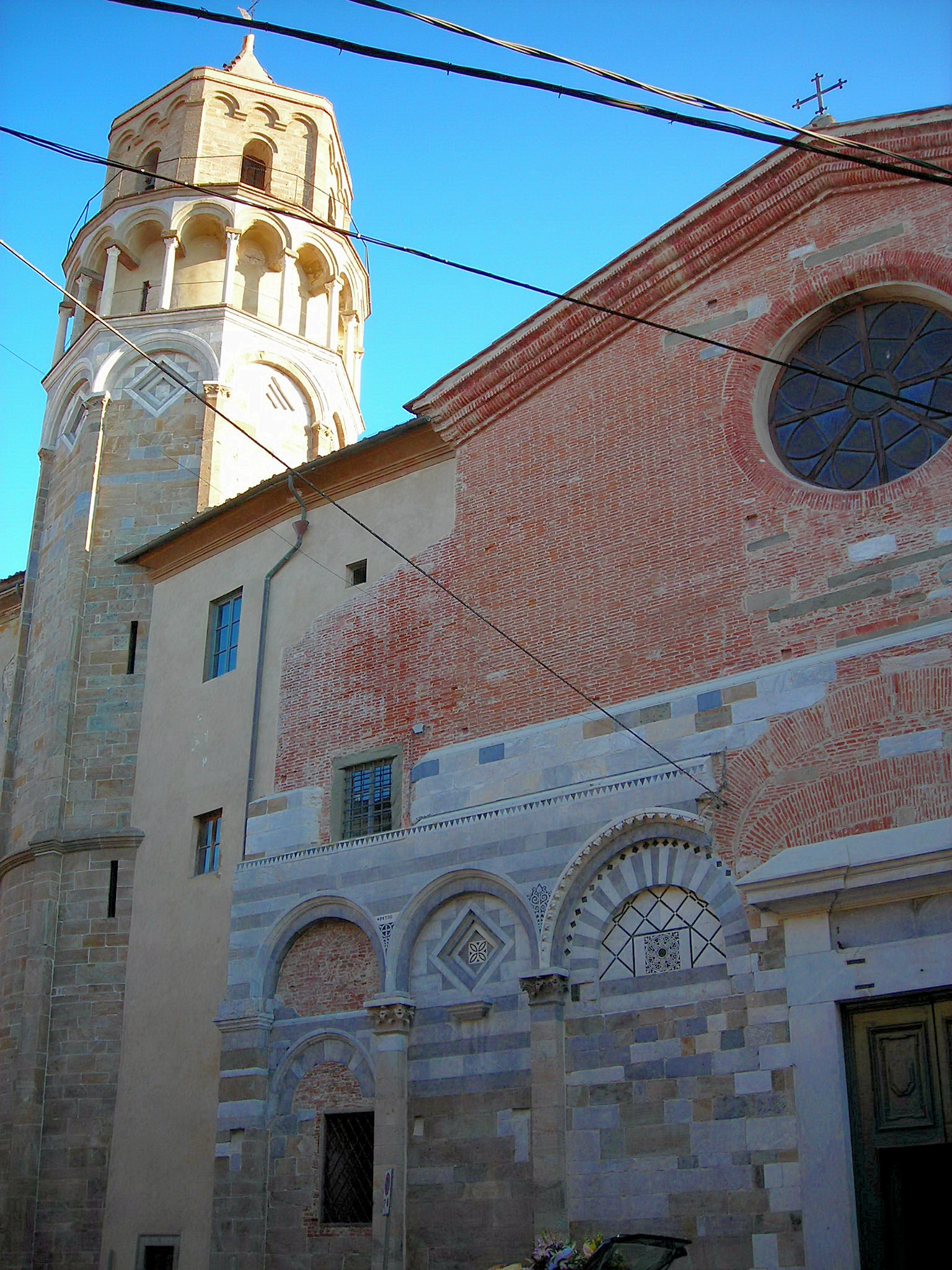
钟楼和立面

圣尼各老堂（San Nicola）是意大利比萨的一座教堂。
圣尼各老堂首次见于记载是在1097年。在1297年至1313年，奥斯定会加以扩建，也许是由乔瓦尼·皮萨诺设计（东侧）。在17世纪该堂增加了祭台和圣体小堂。内部拥有14世纪以来若干名作。
该堂通过有顶通道与寡妇宫相连，使得住在那里的美第奇家族的贵妇可以不通过街道就到达教堂。

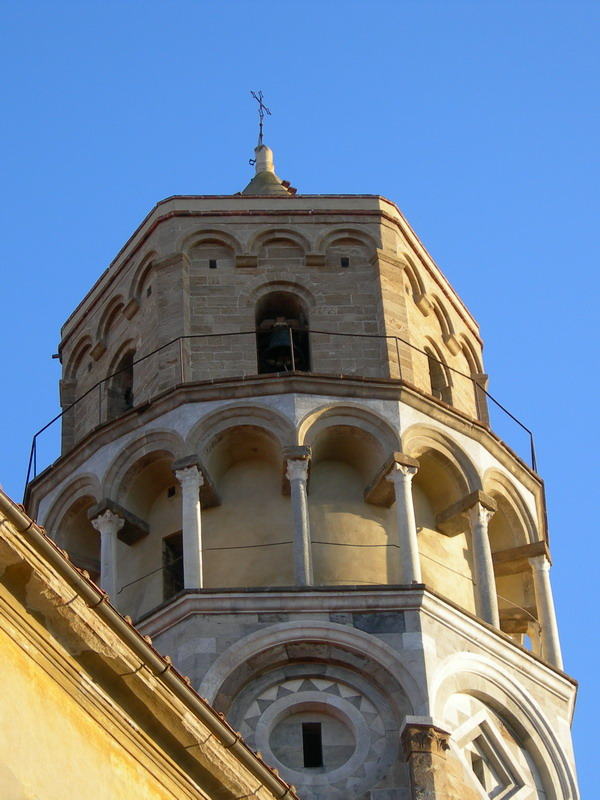
钟楼顶部

该堂拥有全市第二有名的钟楼，仅次于比萨斜塔，可能建于1170年，并且也略微倾斜。